# Federazione calcistica della Dominica
La Federazione calcistica della Dominica, ufficialmente Dominica Football Association, fondata nel 1970, è il massimo organo amministrativo del calcio in Dominica. Affiliata alla FIFA e alla CONCACAF dal 1994, essa è responsabile della gestione del campionato di calcio e della nazionale di calcio dell'isola.